# Wolfgang Cajar
Wolfgang Cajar (* 1935 in Vogelsang) ist ein deutscher Heimatforscher.
Wolfgang Cajar wuchs in Frankfurt (Oder) auf. 1952 zog er nach Schöneiche bei Berlin. An der Humboldt-Universität zu Berlin studierte er Mathematik. 1972 promovierte er mit einer Arbeit zum Thema Grundlagen und Wege der Rationalisierung der Datenverarbeitungsprojektierung für die Planung von Teilabschnitten des volkswirtschaftlichen Reproduktionsprozesses in der Staatlichen Plankommission. Nach dem Studium arbeitete er als Wirtschaftsinformatiker. Von 1976 bis 1990 lehrte er als Dozent medizinische Informatik an der Berliner Charité. Die Promotion B erfolgte 1988 zum Thema Theoretisch-methodische Grundlagen zur Gestaltung automatisierter Leitungsinformationssysteme in Krankenhäusern an der Universität Leipzig. Seit 1997 ist Cajar im Ruhestand.
In seinem Heimatort war Cajar seit den 1970er Jahren im „Naturschutzaktiv Schöneiche“ und auch kommunalpolitisch aktiv. Er machte sich hier nicht nur um Bereiche wie den Krötenschutz verdient, sondern auch als Ideengeber zur Ortsplanung oder zum umweltverträglichen Tourismus. 1999 wurde er mit dem Umweltpreis des Landes Brandenburg für sein jahrzehntelanges umweltpolitisches Wirken im Naturschutzaktiv Schöneiche e. V. ausgezeichnet. Seit seiner Pensionierung beschäftigt er sich zusätzlich mit der Geschichte seines Heimatortes und war hier publizistisch sehr aktiv. Im Laufe der Zeit hat er ein einmaliges Archiv zur Ortsgeschichte Schöneiches zusammengetragen.

## Schriften
- Wanderrouten in und um Schöneiche bei Berlin. Lebensart, Strausberg 1996
- mit Roland Müller: Schöneicher Impressionen. Geschichten aus Vergangenheit und Gegenwart. Findling, Neuenhagen 2000 ISBN 3-933603-08-0
- Gewässer in und um Schöneiche bei Berlin. Individuell, Schöneiche 2006 (Schöneicher Hefte, Heft 3) ISBN 978-3-935552-16-5
- Geschichte(n) von Schloßkirche und Schloß Schöneiche. Stein & Lehmann, Berlin 2006
- Mitautor: Gastronomie in Schöneiche seit 1900. Individuell, Schöneiche 2006 (Schöneicher Hefte, Heft 2) ISBN 978-3-935552-14-1
- Mitautor: 300 Jahre Schöneicher Schulgeschichte. Individuell, Schöneiche 2007 (Schöneicher Hefte, Heft 4) ISBN 9783935552141
- Mitarbeit: Jeder Baum lässt sich umarmen. Individuell, Schöneiche 2007 ISBN 978-3-935552-20-2
- Geschichte und Geschichten der Kirche zu Kleinschönebeck. Gieselmann, Potsdam 2008
- Bildgiesserei Seiler GmbH. Chronik. Individuell, Hennickendorf 2011, ISBN 978-3-935552-41-7 (Schöneicher Hefte, Heft 7)
- Kleine Kulturgeschichte der Bäume in Schöneiche. Individuell, Hennickendorf 2012, ISBN 978-3-935552-41-7 (Schöneicher Hefte, Heft 9)
- Geschichte(n) um den Weidensee. Individuell, Hennickendorf 2012, ISBN 978-3-935552-42-4 (Schöneicher Hefte, Heft 9)